# Јурај Хаулик
Јурај де Вараља Хаулик (Трнава, 20. април 1788 — Загреб, 11. мај 1869) био је хрватски кардинал, загребачки бискуп.

## Биографија
Теологију и филозофију је студирао у Трнави, Острогону и Бечу. Заслужан је за увођење хрватског језика у школе и јавне послове, за оснивање Матице илирске, а његовим настојањем утемељено је привредно друштво Светог Јеронима и уредио парк Максимир. Залагао се за оснивање основних школа и новчано помагао културне и добротворне установе, а подупирао је и народни препород у Хрватској и одупирао се мађаризацији. Године 1852. постављен је за првог загребачког надбискупа метрополита, а 1856. проглашен је за кардинала.
Након смрти Александра Алаговићева, 1837. године, у јануару 1838. Хаулик је дошао на бискупско место (претходно је био титуларни приштинску бискуп, врански приор и велики препошт столне цркве загребачке ), а потом као надбискуп до смрти 1869. обављао своје пастирске дужности. Политичка и социјална воља успостављала је на свим подручјима друкчија мерила вредности и корисности, па се његова црквена политика не може одвојити од политичке историје Хрватске, проблем антагонизмима између Аустроугарске.
У Хрватској историјi ће се често наћи оцена да је Хаулик био бечки човек, od поузданик избора и апсолутизама, чак у позитивном значењу говорника пред круном као ниједан хрватски бискуп ни пре ни после њега. Он је то заиста и био, кад је дошао у Хрватску, где ће сав његов политички живот бити усредсређен на проблеме односа са Угарском, Хаулик је знао искористити тренутне околности па се ставио на страну хрватског националног покрета колико му је допуштала његова црквена функција и увелико омогућавала политичка, као намесника банске части и заступника хрватских интереса на заједничким саборима. Намесником банске части био је у периоду од 1840. до 1842. и од 1845. па до проглашења Јосипа Јелачића баном 1848. године.